# Carrières de kaolin de La Jonchère-Saint-Maurice
Les carrières de kaolin de La Jonchère sont d'anciennes carrières d'extraction du kaolin principalement situées sur la commune de La Jonchère-Saint-Maurice, dans le département français de la Haute-Vienne, en région Nouvelle-Aquitaine.
Situées dans le secteur des monts d'Ambazac, au nord-est de Limoges, et actives au XIXe siècle et jusqu'en 1964, ces carrières ont alimenté la production de la porcelaine de Limoges, constituant un foyer secondaire d'alimentation aux côtés des carrières du secteur de Marcognac, dans le sud de la Haute-Vienne.

## Localisation
Les carrières sont positionnées sur le rebord sud-est du petit massif des monts d'Ambazac, à l'est du département de la Haute-Vienne, à environ 25 km au nord-est de Limoges, au pied du puy de Sauvagnac, près de la tourbière des Dauges.
Leur altitude moyenne varie de 450 à 650 m.

## Histoire

### Contexte et débuts

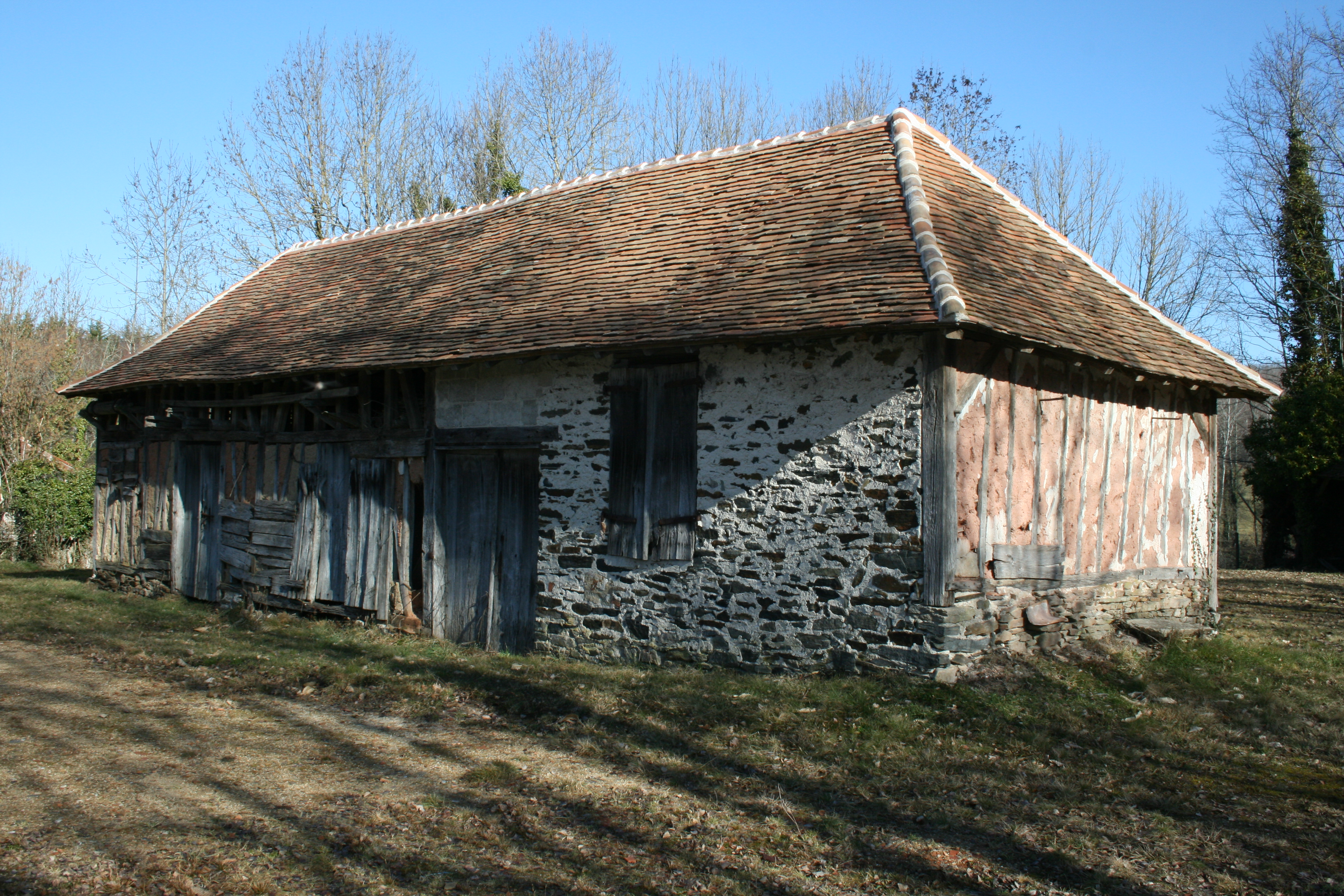
Bâtiment de l'ancienne carrière de kaolin de Marcognac.

La découverte du kaolin dans la région de Saint-Yrieix-la-Perche en 1768 permet le lancement de la production de porcelaine à Limoges. La carrière de Marcognac, dans le sud de la Haute-Vienne, est la première à entrer en fonctionnement. Les prospections s'intensifient toutefois dans les environs, notamment dans les monts d'Ambazac, au nord-est de Limoges. En 1785, une carrière est ouverte à Maison-Rouge, près de Bonnac-la-Côte, et fonctionne pendant dix ans. Au début du XIXe siècle, les carrières se développent dans le secteur de La Jonchère. Les perspectives économiques esquissées par ce nouveau secteur poussent un grand nombre de paysans à délaisser un temps leurs exploitations pour extraire de façon très artisanale et incertaine le kaolin, quitte à déléguer l'affinage à des exploitations plus solides. La teneur en kaolin dans les roches prélevées est très aléatoire, oscillant entre moins de 20 % et plus de 90 %.

### Développement

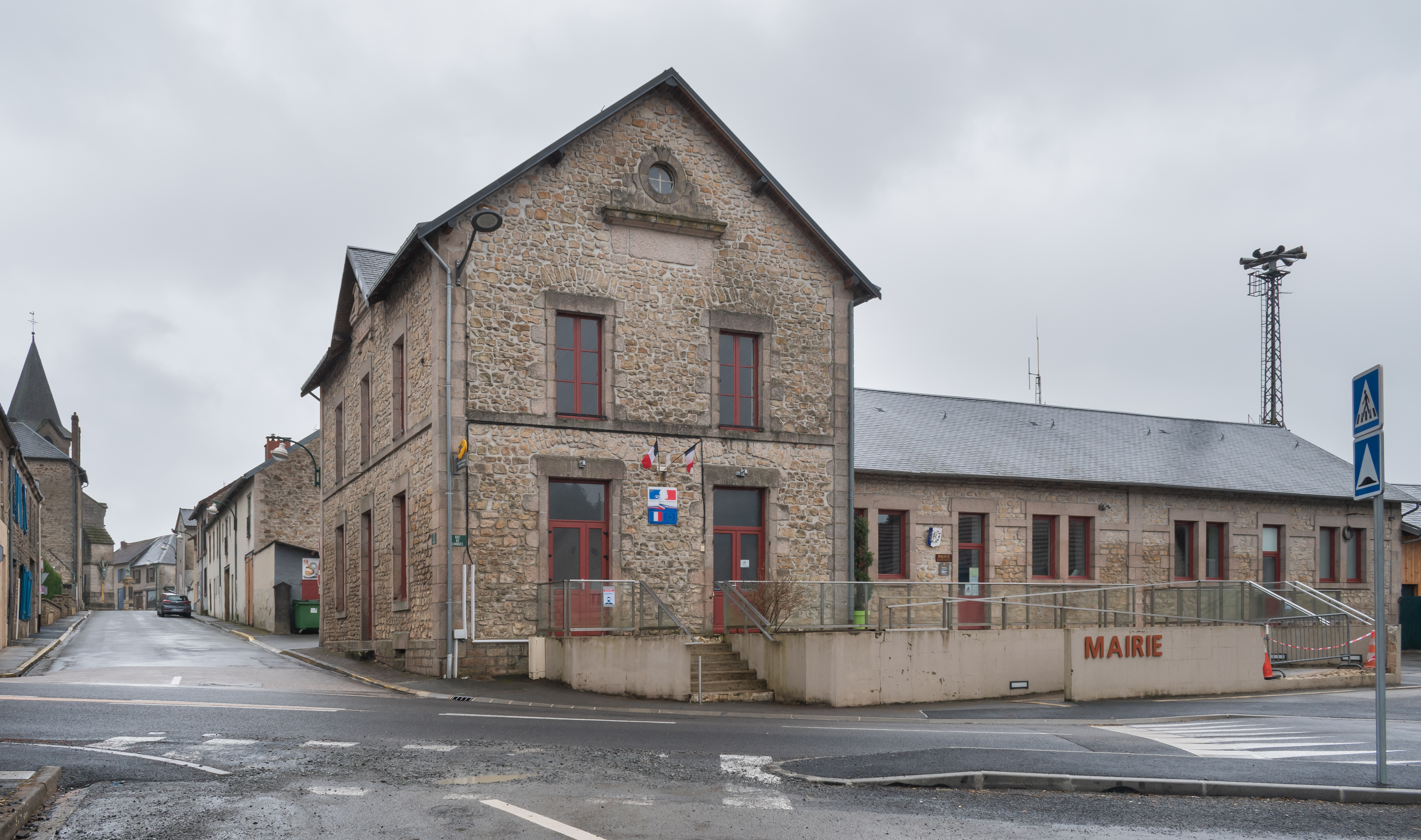
La mairie de La Jonchère-Saint-Maurice.

L'industriel François Alluaud, repreneur de la manufacture de porcelaine de son père à Limoges en 1799 puis fondateur de sa propre société sur les bords de Vienne en 1816, s'implique dans la prospection dans les monts d'Ambazac. Ces travaux s'avèrent prometteurs.

« Tout récemment, on a découvert, à La Jonchère, région située à l'est du département, des gîtes de terre à porcelaine dont l'apparence est moins belle pourtant que celle de Saint-Yrieix, mais qui, néanmoins, pourra être utilisée avantageusement. »

— Conseil général de la Haute-Vienne, 1862
Charles de Léobardy, éleveur et maire de La Jonchère, contribue à la création de la Société anonyme des kaolins de La Jonchère en 1855. La modernisation de l'extraction s'appuie sur l'utilisation de pompes à eau et à vapeur qui permettent de remonter l'eau au-dessus du niveau des exploitations, facilitant ensuite l'acheminement par gravité des eaux chargées de kaolin en bas de pente, où le minerai était retiré après décantation. L'exploitation se fait en terrasses, à ciel ouvert ou au début de courtes galeries ; les ouvriers, hommes, femmes et enfants, travaillent dans des conditions difficiles, notamment sur le plan respiratoire (un cadre meurt de la silicose en 1966), et résident parfois sur place. Le kaolin est mis sur des claies pour séchage.
L'entrée en service de la ligne de chemin de fer entre Châteauroux et Limoges et l'ouverture de la Gare de La Jonchère en 1856 facilitent l'acheminement du kaolin vers les moulins à kaolin, qui broient ensemble le kaolin, le quartz et le feldspath pour en faire une pâte utilisable par les usines de Limoges. Parmi celles-ci, les sociétés William Guérin, A. Lanternier & Co. ou Gérard Dufraisseix et Abbott utilisent l'argile des carrières. Des usines plus éloignées, comme Pillivuyt à Mehun-sur-Yèvre dans le Berry, ou les faïenceries du Nord de la France, d'Orléans et de Ségovie en Espagne, ont également recours aux kaolins de La Jonchère. Elle permet aussi la mise au point d'un pansement gastrique par un pharmacien de Montmorillon, dans la Vienne.
Le développement de cette activité minière profite aussi à la démographie de la commune, dont la population triple entre 1840 et 1900, atteignant à cette date les 1 500 habitants. Les stériles miniers permettent la construction de bâtiments privés et publics dans les bourgs et villages voisins, et jusqu'à Limoges. 
Les prospections visant le kaolin permettent de relever des indices propices à la découverte de minerai d'uranium, qui aboutit au milieu du XXe siècle à l'exploitation de l'uranium en Limousin.
La société anonyme des kaolins de La Jonchère est encore attestée en 1923. En 1928, Marc Larchevêque, professeur de céramique à l'École nationale professionnelle de Vierzon, décrit les kaolins de La Jonchère comme étant « pas très plastiques », mais reconnaît qu'« ils cuisent très blancs ».

### Déclin et abandon
Dans les années 1920 et 1930, de premières carrières cessent toutefois leur activité, à la Croix du Pâtre, au Goulet, dans les bois de Sansour, à Ségord, aux Combes, au Cheyroux, aux Vignes et au Buisson. D'autres sont maintenues, au Noueix, au Puy Bernard et à Mallety, où une nouvelle carrière est même ouverte en 1946.
La dernière carrière, celle de Puy-Bernard, ferme finalement en 1964.

## Description
Près d'une vingtaine de carrières ont été exploitées. Une partie importante des anciennes carrières de kaolin des monts d'Ambazac se trouve sur la commune de La Jonchère-Saint-Maurice :
- Puy Bernard (1895-1964)
- Le Buisson (1830-1930)
- Les Vignes
- Le Cheyroux (1918-1930)

D'autres, toutes proches, appartiennent toutefois au territoire des communes voisines, tout en demeurant plus proches du bourg de La Jonchère. Trois carrières sont répertoriées à Saint-Laurent-les-Églises, au village de Noueix, et une dizaine à Saint-Léger-la-Montagne :
- Bois de Sansour (début XIXe siècle à début XXe siècle)
- Le Goulet
- La Croix du Pâtre ; aujourd'hui ennoyée[12].
- Ségord (1880-1925)
- Les Combes (trois carrières, à partir de 1880[12])
- Mallety  (trois carrières)

Certaines carrières sont aujourd'hui obstruées par des déchets, et généralement envahies par la végétation. Quelques vestiges de bâtiments et de matériel métallique sont encore visibles.

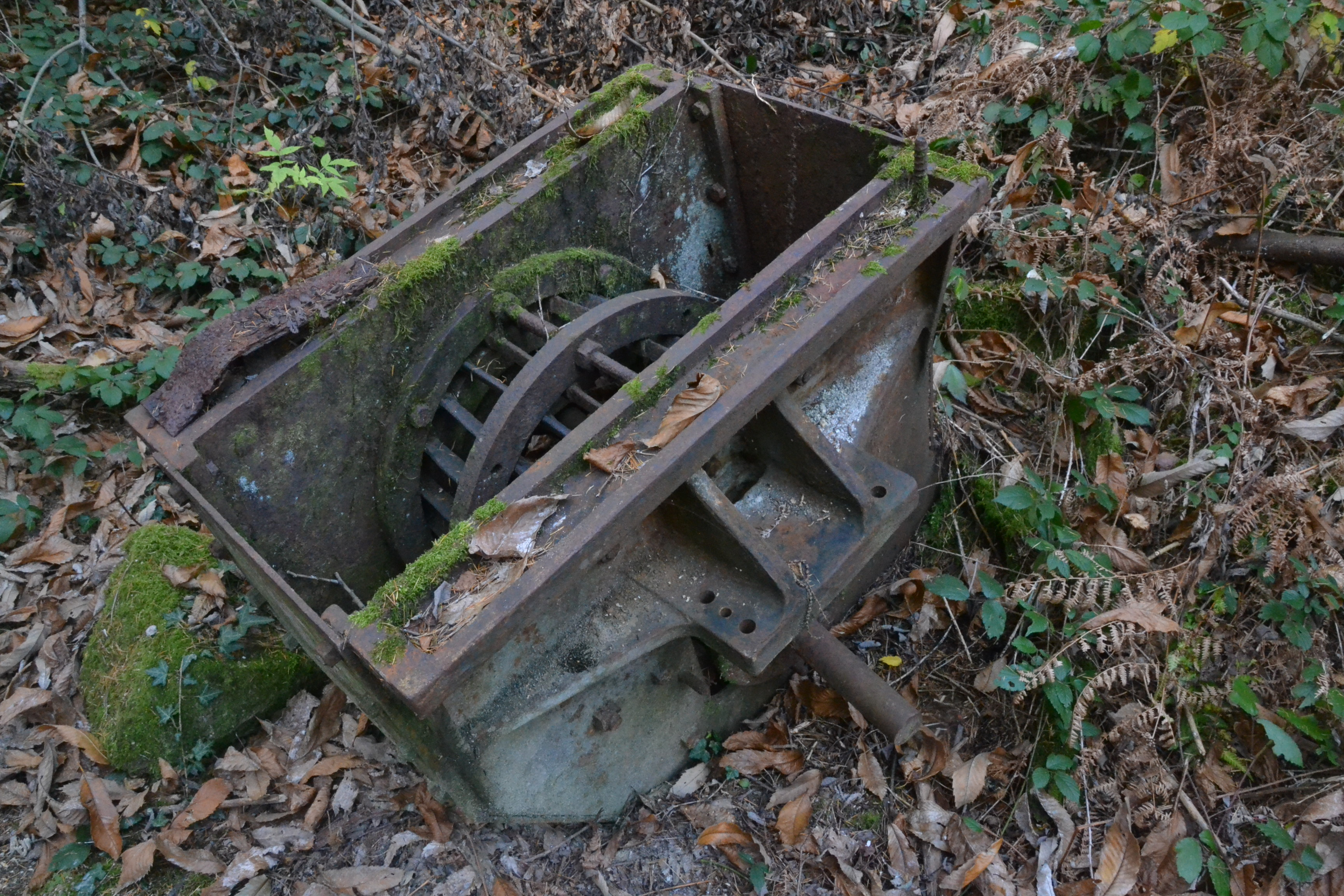
Ancienne carrière du Puy Bernard
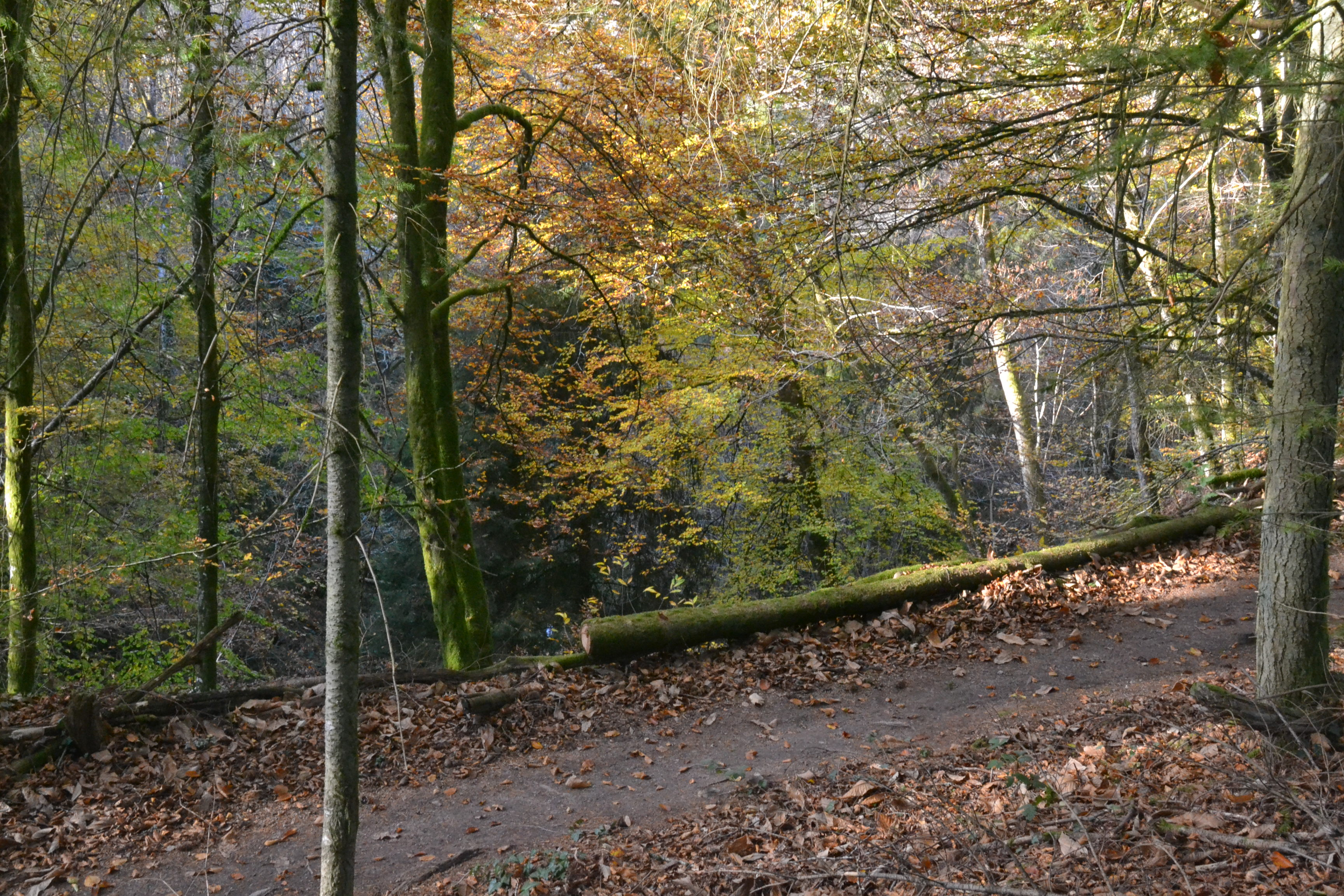
Ancienne carrière du Buisson
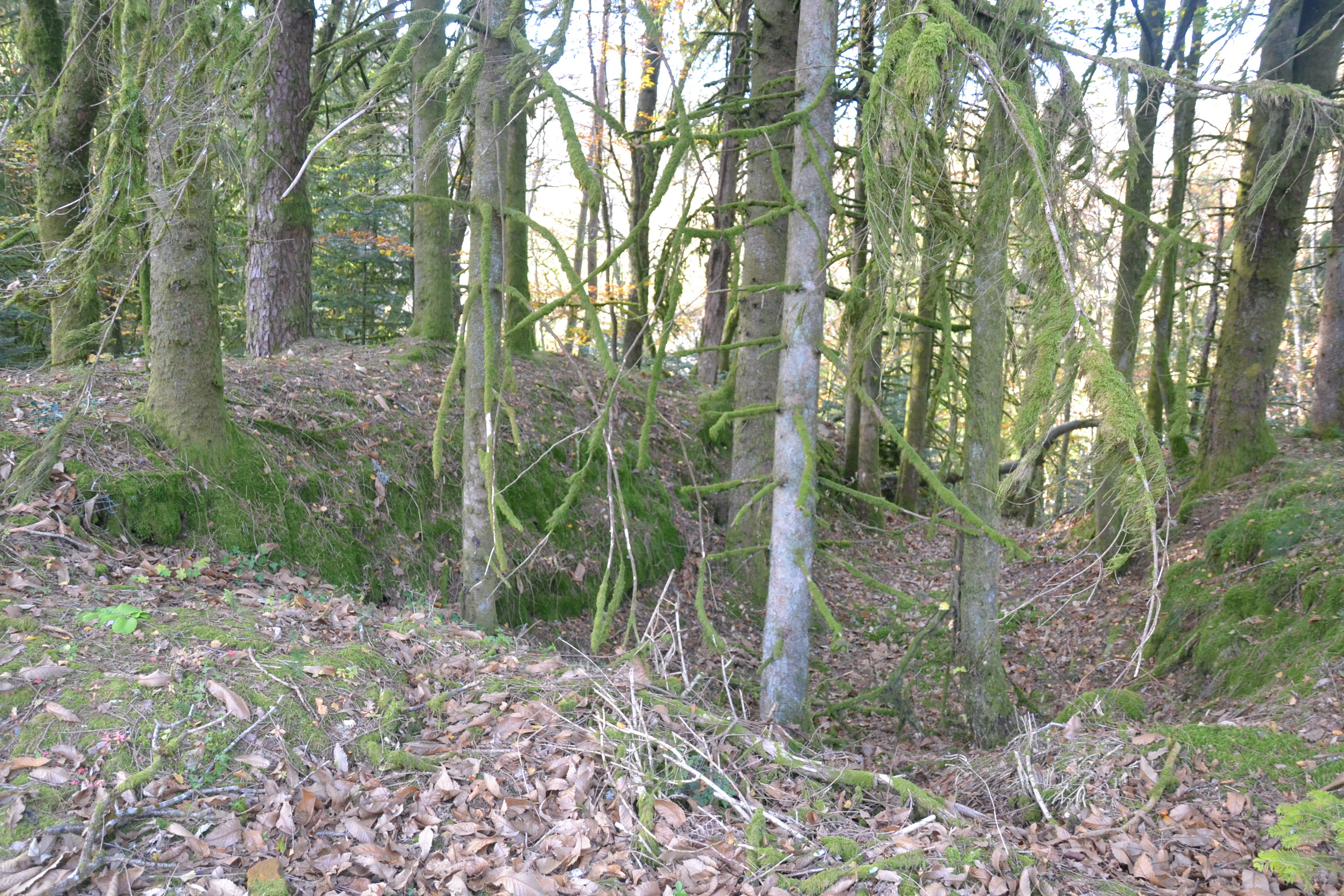
Ancienne carrière de Mallety
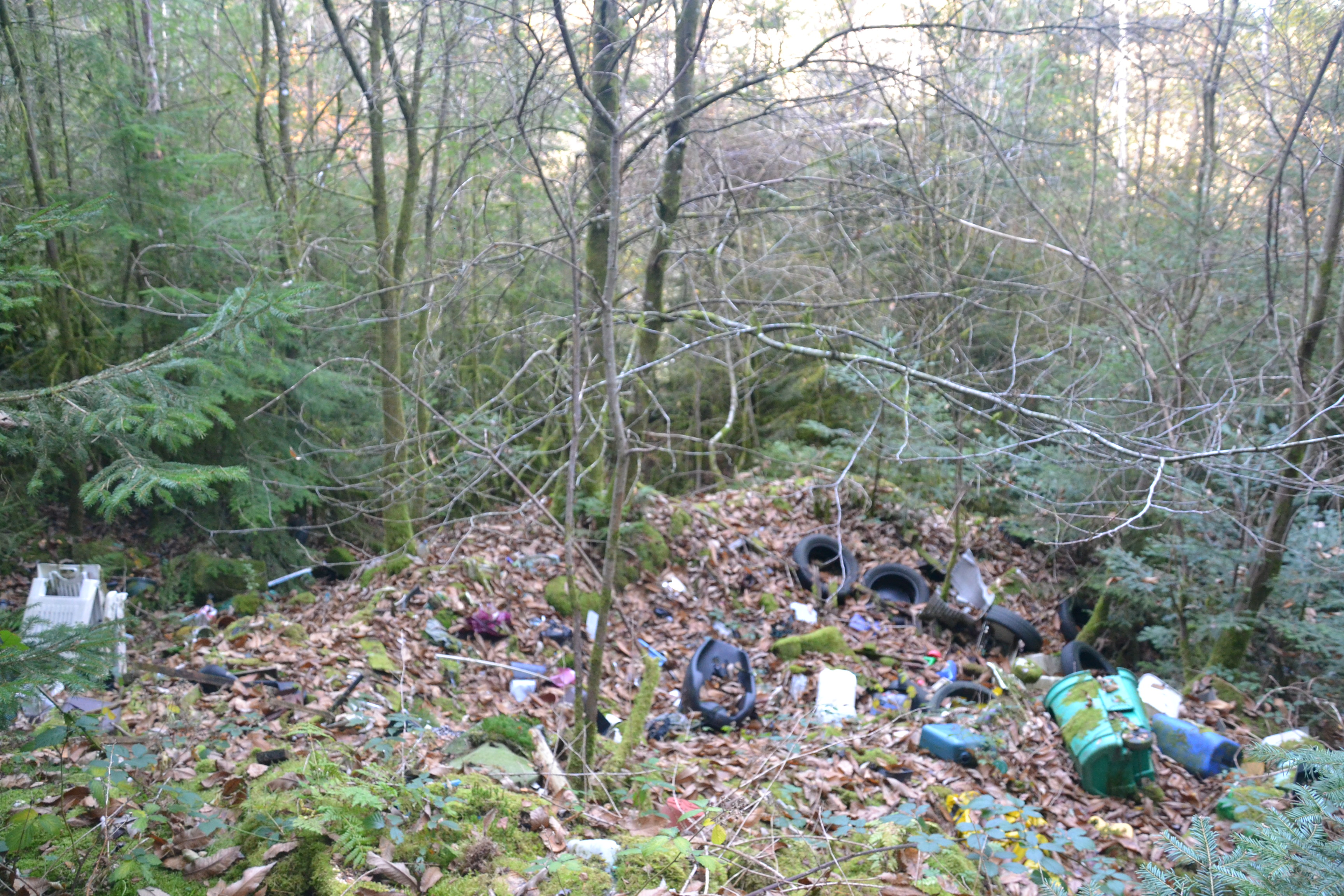
Ancienne carrière de Mallety, envahie par des déchets.

## Valorisation

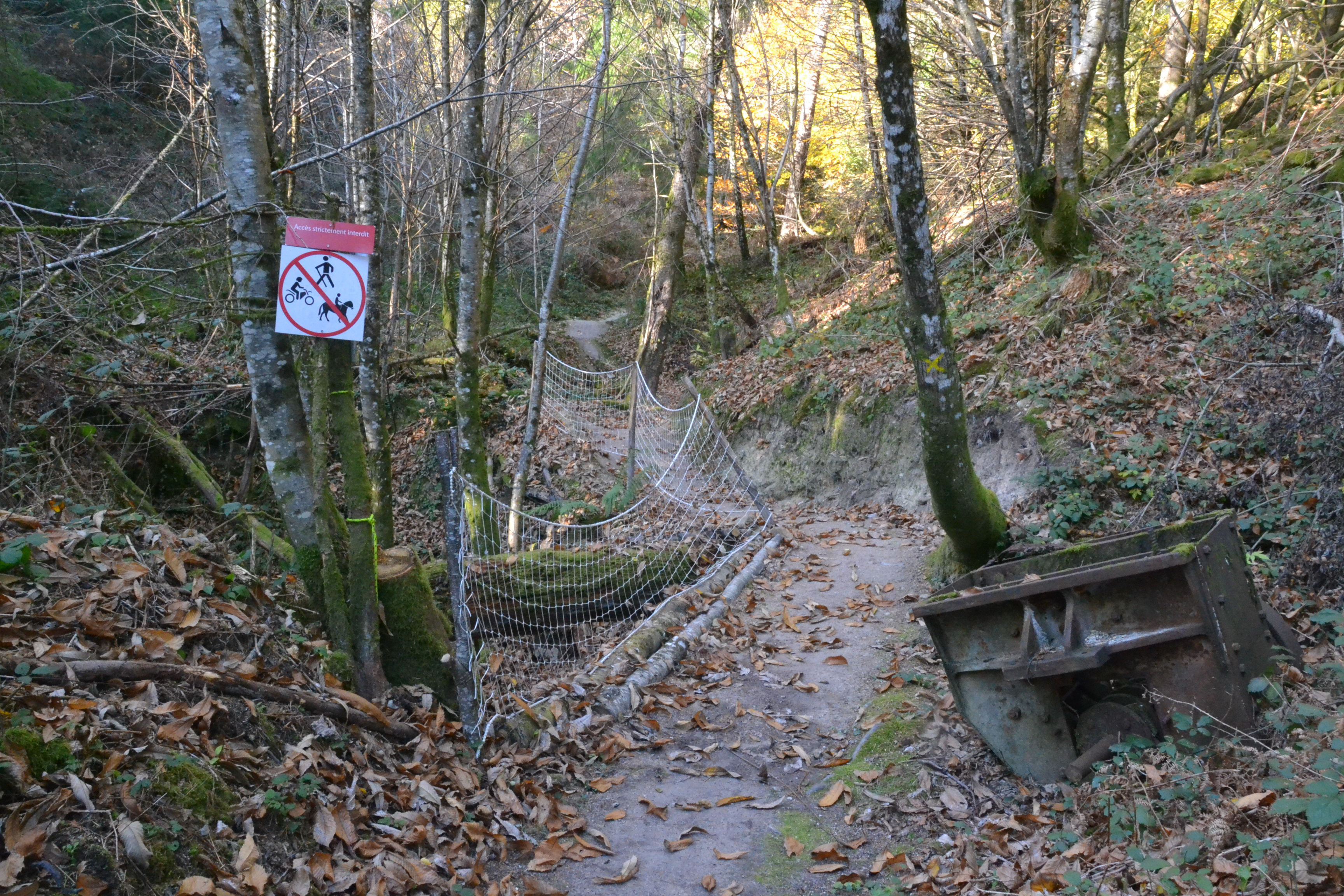
Piste de VTT dans une ancienne carrière.

Un sentier de randonnée balisé permet de découvrir les empreintes laissées par l'exploitation des carrières. Baptisé « Chemin des kaoliniers », et inscrit au plan départemental des itinéraires de promenade et de randonnée de la Haute-Vienne, il mesure 9,3 km et permet d'aborder trois anciennes carrières (deux à La Jonchère, et une à Saint-Léger).
L'association Athanor, qui s'intéresse au patrimoine des monts d'Ambazac, est l'initiatrice d'une exposition thématique consacrée à l'histoire des carrières de kaolin. Une maquette de l'exploitation du kaolin, réalisée par un descendant de cadre des carrières du XIXe siècle, est exposée à la Maison de la Tourbière à Sauvagnac.
Le « Singletracks Bike Park », basé à La Jonchère, est un parcours de VTT cross-country qui utilise une partie du relief créé par les anciennes carrières,.